# Анкона (округ)
Округ Анкона (итал. Provincia di Ancona) је округ у оквиру покрајине Марке у средишњој Италији. Седиште округа и целе покрајине Марке и највеће градско насеље је истоимени град Анкона.
Површина округа је 1.940 км², а број становника 476.016 (2008. године).

## Природне одлике
Округ Анкона чини средишњи део историјске области Марке. Он се налази у средишњем делу државе, са изласком на Јадранско море на истоку. На западу се налази средишњи део планинског ланца Апенина. Између њих налази се бреговито подручје познато по виноградарству и производњи вина.

## Становништво
По последњим проценама из 2008. године у округу Анкона живи преко 475.000 становника. Густина насељености је изузетно велика, близу 250 ст/км². Источна, приморска половина округа је знатно боље насељена, нарочито око града Анконе. Западни, планински део је ређе насељен и слабије развијен.
Поред претежног италијанског становништва у округу живе и велики број досељеника из свих делова света.

## Општине и насеља
У округу Анкона постоји 49 општина (итал. Comuni).
Најважније градско насеље и седиште округа је град Анкона (102.000 ст.) у источном делу округа. Други по величини је град Сенигалија (45.000 ст.) у северном делу округа.